# Schütte-Chor
Der Schütte-Chor ist ein Gemischter Chor und wurde 1975 von ehemaligen Schaumburger Märchensängern („Der fröhliche Wanderer“) gegründet.

## Geschichte
Nach ersten Konzerten im Schaumburger Land wurde der Chor unter der Leitung von Jürgen Schütte durch mehrere eigene Sendungen im Norddeutschen Rundfunk und einen Auftritt in der ZDF-Sonntags-Drehscheibe im Jahr 1979 über die Grenzen des Schaumburger Landes hinaus bekannt. Seit dieser Zeit hat der Chor viele Konzerte im In- und Ausland gegeben. Auf Einladung der Stadt Wien nahm er 1984 am traditionellen Adventssingen teil. Weitere Höhepunkte waren Konzertreisen in die Niederlande (1979 und 1991), nach Budapest (1986) und Berlin (1987, 1990, 1995 und 2005). In Venedig (1988) war er Gast des Männerchores „Coro Monte Peralba“ und sang u. a. in der berühmten Frari-Kirche. Im Frühjahr 1989 unternahm der Chor eine ausgedehnte Konzertreise in die USA mit Konzerten in New York, Baltimore, Philadelphia, Washington, Cleveland, Chicago und Schaumburg/Illinois.
Im Herbst 1993 gastierte der Chor in St. Petersburg und Kronstadt und im folgenden Jahr im Erzgebirge. Der Sänger Ivan Rebroff ließ sich bei einigen seiner Konzerte vom Schütte-Chor begleiten. 1995 trat der Chor in einer Fernsehsendung der BBC Wales über die deutsch-walisischen Beziehungen. Im Jahre 1998 folgten Konzerte in Wales und Oxford. Für ein Konzert in der St. George’s Chapel auf Schloss Windsor erteilte Königin Elisabeth II. die Genehmigung.
Im Herbst 2000 fand der Chor auf seiner Südamerika-Tournee ein begeistertes Publikum in Buenos Aires, Puerto Madryn/Patagonien und Rio de Janeiro.
Zur Mittsommernacht 2008 weilte der Chor in Finnland. In Helsinki kam es neben dem Besuch der Deutschen Evangelischen Kirche zu einem viel bejubelten spontanen Auftritt in der Felsenkirche. Musikalische Höhepunkte waren die Wiederbegegnung und das gemeinsame Konzert mit dem Chor „Sekaset“ in Siilinjärvi und der Auftritt im orthodoxen Kloster Valamo (Karelien).
In heimischer Tracht erschien der Chor in der aus Bückeburg übertragenen „Aktuellen Schaubude“ des NDR-Fernsehens. Schon Tradition sind das alljährliche Adventskonzert in der Stiftskirche zu Obernkirchen und die Mitwirkung bei der Weihnachtsserenade vor dem Schloss Bückeburg.

## Repertoire
Das Repertoire des Schütte-Chores reicht von Madrigalen über Chorlieder der Romantik und des 20. Jahrhunderts sowie geistlicher Chormusik bis zu deutschen Volksliedern und internationaler Folklore in der jeweiligen Landessprache. Einen weiteren Schwerpunkt bilden Negro Spirituals und Gospels sowie Spirituals aus Afrika. Der Schütte-Chor unterhält seit einigen Jahren enge Kontakte zum Chor der Evangelisch – lutherischen Kirchengemeinde in Fuizai/Tansania und zu dem dort wirkenden Komponisten Elias Kivulenge. Dessen Spirituals singt der Schütte-Chor als zurzeit einziger Chor nördlich des Äquators. Die musikalischen und persönlichen Bindungen wurden im Sommer 2008 bei einem Besuch von Elias Kivulenge und dem Fuizai-Quartett durch einen Workshop und mehrere gemeinsame Konzerte im hiesigen Raum vertieft.
Die stimmliche Zusammensetzung ist für einen Gemischten Chor etwas ungewöhnlich. Die Tenorstimme wird von Frauen gesungen. Dies ist auf die ursprüngliche Stimmenzusammensetzung der Schaumburger Märchensänger zurückzuführen.
Der Schütte-Chor hat verschiedene Tonträger eingespielt. Die im Jahr 2005 erschienene CD „Swing low“ beinhaltet auch drei Spirituals aus der Feder des tansanischen Komponisten Elias Kivulenge. Diverse Live-CDs erschienen, darunter der Mitschnitt des Jubiläumskonzerts zum 40-jährigen Bestehen des Chors im Juni 2015 im Großen Festsaal des Schlosses Bückeburg.